# Indapur
Indapur es una ciudad y  municipio situada en el distrito de Pune en el estado de Maharashtra (India). Su población es de 25515 habitantes (2011).

## Demografía
Según el censo de 2011 la población de Indapur era de 25515 habitantes, de los cuales 13252 eran hombres y 12263 eran mujeres. Indapur tiene una tasa media de alfabetización del 88,22%, superior a la media estatal del 82,34%: la alfabetización masculina es del 92,82%, y la alfabetización femenina del 83,31%.